# یواس‌اس ال‌اس‌ام (آر)-۱۹۷
یواس‌اس ال‌اس‌ام (آر)-۱۹۷ (به انگلیسی: USS LSM(R)-197) یک کشتی بود که طول آن ۲۰۳ فوت ۶ اینچ (۶۲٫۰۳ متر) بود. این کشتی در سال ۱۹۴۴ ساخته شد.